# Усадьба Мсциховского
Усадьба Мсциховского — единственное на территории Донбасса сооружение замкового типа в стиле итальянской виллы флорентийского характера, которое входит в дворцово-парковый ансамбль усадьбы угольного промышленника Казимира Людвиговича Мсциховского (посёлок Селезнёвка Луганской области). Памятник культурного наследия местного значения (решение исполкома Луганского городского совета от 9 июня 1983 года). В территорию комплекса входят памятники архитектуры и парк памятник садово-паркового искусства «Селезнёвский парк»

## Общие сведения
Возникновение усадьбы относят к XVIII веку. В 1889 году земля перешла во владение Казимира Мсциховского (он купил её у наследников помещицы Штаб-Ротмистра Варвары Осиповны Тепловой), председателя правления Селезнёвского общества каменноугольной и заводской промышленности, действительного статского советника, инженера-дорожника, поляка по происхождению.
В 1905 году на территории поместья были возведены вилла единственное замковое сооружение на территории Донбасса и главные въездные ворота (архитектор Сергей Гингер), приходская церковь-школа и дом для учителей (архитектор Лев Руднев) и другие сооружения. Кроме дворца, усадьба имела пейзажный парк в 22 гектара (садовник Мартин Худецький). Уникальное для Донбасса имение вызвало определённый интерес со стороны общественности страны. В 1916 году в журнале «Столица и усадьба» появился подробное описание усадьбы.
На фото изображён проходной архитектурный ансамбль, который на самом деле предназначен для парогенераторной установки, обеспечивающей всю усадьбу электричеством.
В советское время дворцово-парковый ансамбль был полностью заброшен.
По решению Ворошиловского Совета весной 1922 года в бывшем имении Мсциховского был открыт филиал детского приюта для детей старшего возраста, где воспитывались дети, чьи родители погибли в период революции и на фронтах гражданской войны.
После в усадьбе располагались Ворошиловский дом отдыха (с 1936 года),
с февраля 1944 находился эвакогоспиталь № 1569, который подчинялся Харьковскому межобластному управлению госпитализации,
в 1946 опять открывают дом отдыха «Ворошиловский» Харьковского областного управления курортами ВЦСПС, располагавшийся «в 20 га фруктового сада на берегу реки Белой, окаймлённой большими вербами». Один день пребывания в этом доме отдыха в 1953 году стоил 20 советских рублей. Отдыхающие доставлялись в дом отдыха специальными автобусами со станции Алчевская.
В 1961 году тут открывают туберкулезный диспансер, в 1988 — наркологический диспансер.
Среди сохранившихся интерьеров дворца — зал с балконом для музыкантов, с камином, лепными украшениями потолка с изображением музыкальных инструментов.
В январе 2012 года усадьба подверглась нападению вандалов-кладоискателей, которые разбили стекла веранды зимнего сада, снесли дубовую дверь. Сергей Лычаный, руководитель благотворительной организации «Фонд содействия развитию краеведения и культуры „Усадьба Мсциховского“», которая в настоящее время занимается охраной и благоустройством донбасского «Зимнего дворца» и парка, уверен, что преступники искали клад.
Под патронажем «Фонда содействия развитию краеведения и культуры „Усадьба Мсциховского“» проходили различные мероприятия: турниры по историческому фехтованию, выставки художников и т. д.
В 2013 году начались работы по благоустройству территории усадьбы: в рамках акции «Зробимо Україну чистою!» в усадьбе посадили 200 сосен и 200 лип.

## Церковная школа

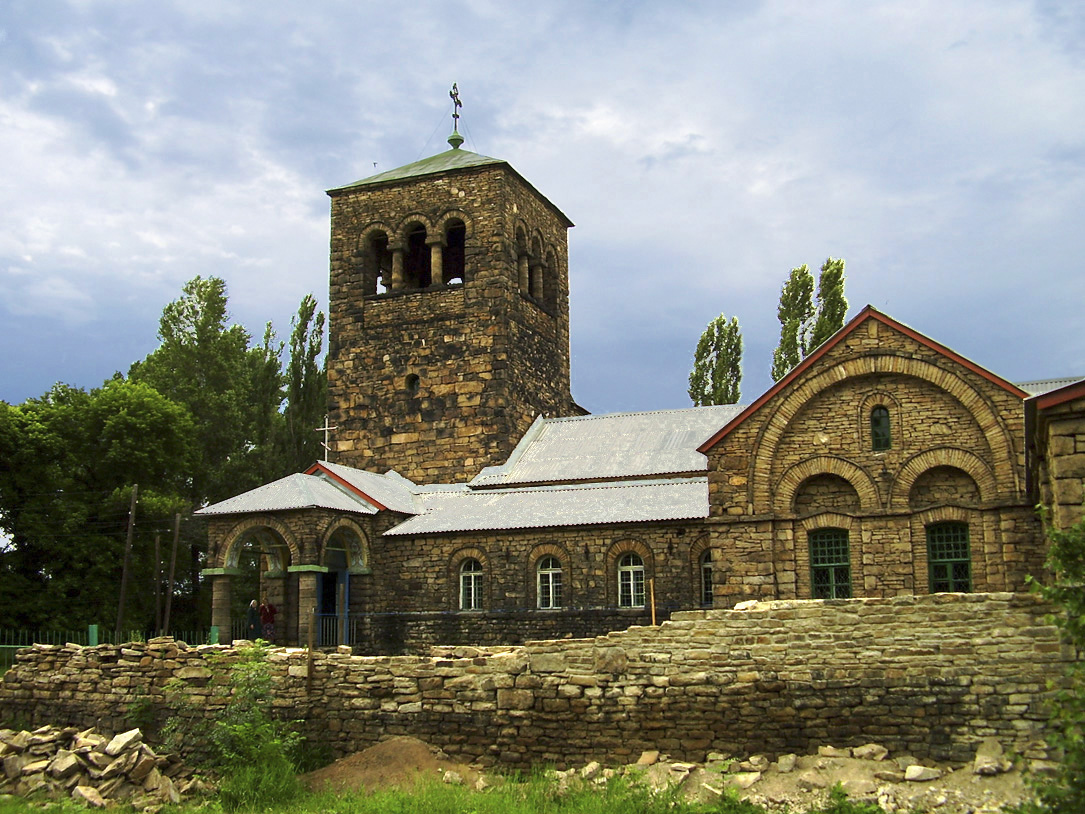
Церковь-школа Александра Невского

Присутствуя на земском собрании в 1909 году, Казимир Мсциховский просит разрешения строить по своему проекту школу-церковь и для этого выделяет свои земли и 10 тысяч рублей, а так же просит собрание внести еще 5 тысяч рублей. В 1911 году началась постройка этой школы-церкви, основным строительным материалом был дикий желтый камень, которого много в данной местности.
Церковно-приходская однолетняя школа в честь царя освободителя Александра 2, который отменил крепостное право, ныне храм св. Александра Невского. Школа с колокольней имела два класса и алтарь, в центральном дворике храма стоял бюст Александру 2, сейчас там установлен фонтан. В воскресные и праздничные дни с классных комнат выносились парты, убирались перегородки и в помещении отправлялись богослужения. В церкви служил священник, приезжавший из Алчевска.
Возведение приходской церкви-школы и жилого дома для учителей было поручено студенту Императорской академии искусств Льву Рудневу по проекту К. Мсциховского. В будущем Л. В. Руднев известный советский архитектор, по проектам которого впоследствии были построены главный корпус Московского государственного университета им. М. В. Ломоносова, Дворец культуры и науки в Варшаве и другие.
4 мая 1923 года президиум Луганского окружного исполкома закрыл церковь. В 1936 г. на территории поместья находился дом отдыха имени Ворошилова. Церковь приспособили под зернохронилище.
Верующие вновь заняли храм в 1942 году. Однако в 1947 году он был передан дому отдыха. Помещение бывшей церкви использовалось как кино- и танцзал. Впоследствии здесь расположились поселковый совет, почта, библиотека и т. д.
Церковное здание вернули православной общине в 1991 году. Другие здания бывшего имения находятся в запущенном состоянии.

## Галерея

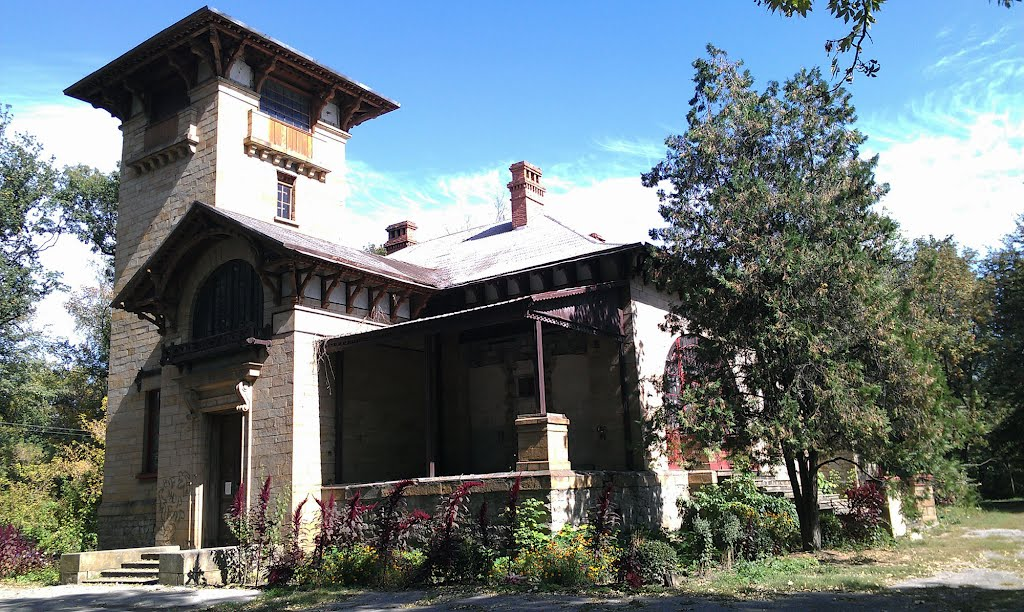
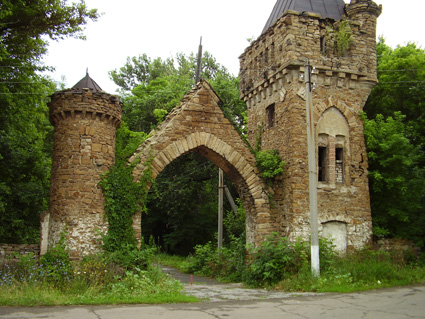
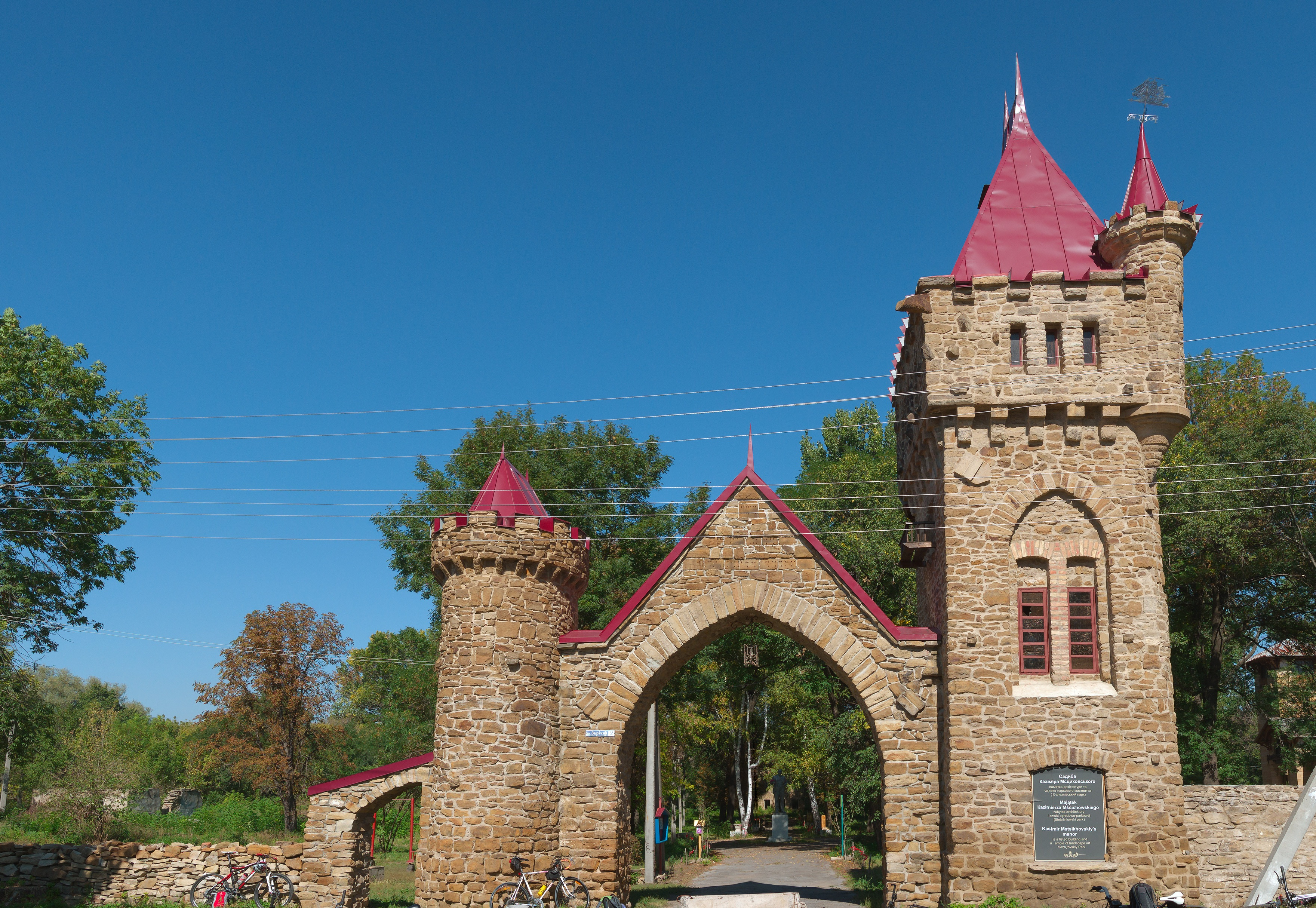
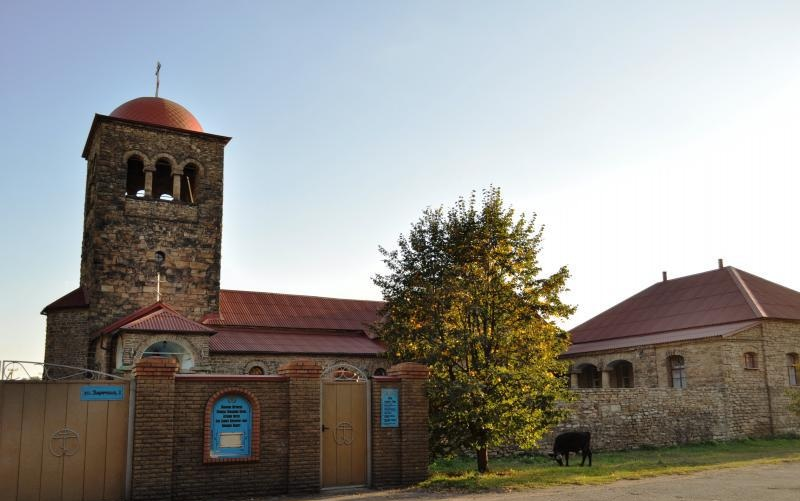